# Dick Kroon
Dick Kroon (* 24. Dezember 1957; † 24. Mai 2022) war ein Meeresgeologe und 2006 bis zu seinem Tod Regius Professor of Geology an der University of Edinburgh. Sein Spezialgebiet war die Paläozeanographie, die vorgeschichtliche Meereskunde.

## Leben
Kroon studierte ab 1977 an der Vrije Universiteit Amsterdam, wo er 1983 mit Bachelor of Science (B.Sc.) abschloss. 1988 wurde er an gleicher Stelle promoviert. Seine gemeinsam mit Geert-Jan A. Brummer verfasste Doktorarbeit lautete auf den Titel Distribution of extant planktic foraminiferal assemblages in Red Sea and northern Indian Ocean surface waters wo er sich schon mit Foraminiferen befasste. Auf seiner ersten Expedition mit Ocean Drilling Program (ODP) schlug ihm ein Kollege die Bewerbung um eine Dozentenstelle in Edinburgh vor. Kroon lehrte in Edinburgh von 1989 bis 2001 an der Universität und stieg schnell auf der akademischen Karriereleiter empor, bis er 2000 zum Professor für Paläozeanographie (Personal Chair of Palaeoceanography) berufen wurde.
2001 bewarb sich Kroon erfolgreich um die Nachfolge seines Doktorvaters Jan van Hinte an der Vrije Universiteit Amsterdam. Auch in dieser Zeit hielt er weiterhin engen Kontakt zur Edinburgh School of Geosciences. 2006 bewarb er sich erfolgreich als Nachfolger von Geoffrey Stewart Boulton um die Regius Professur für Geowissenschaften in Edinburgh, die er bis zu seinem Tod hielt.
Während seiner ganzen Karriere war Kroon eng mit dem International Ocean Discovery Program (IODP) verbunden. Ein wesentliches Ziel dieser Anstrengungen war es, eine lückenlose Abfolge von Bohrkernen der letzten 67 Millionen Jahre aufzubauen, aus der das Klima dieser Zeit auch in Abhängigkeit von der Bahnkurve der Erde um die Sonne abgelesen werden kann.

## Forschungsinteressen
Kroon untersuchte Klimaveränderungen anhand von Spuren in geologischen Schichten, wobei er besonderes Gewicht auf die Auswirkungen solcher Änderungen auf die Biologie legte. Sein Forschungsansatz wurde bestimmend für diesen Zweig der Klimarekonstruktion früher Erdzeitalter. Zu diesem Zweck unternahm Kroon sechs Expeditionen, von denen er einige auch wissenschaftlich leitete. Bei zwei der Expeditionen auf der JOIDES Resolution, dem Bohrschiff des Ocean Drilling Programms (IODP) war er zwei Mal wissenschaftlicher Koleiter. 2018 wurde er für eine dreijährige Periode zum wissenschaftlichen Leiter des IODP ernannt, an dem er 1987 schon als wissenschaftlicher Mitarbeiter teilgenommen hatte.

## Ehrungen
Kroon ist seit 2007 Mitglied der Königlich-Niederländischen Akademie der Wissenschaften. Er wurde mit dem ECORD Award für seine außerordentlichen Beiträge zur Erforschung der Ozeane mit Hilfe von Bohrkernen ausgezeichnet.

## Veröffentlichungen

### Bücher
- 1991 Proceedings of the Ocean Drilling Program. B. Scientific results : Celebes and Sulu Seas : Sites 767-771
- 1995 Proceedings of the Ocean Drilling Program. B : Site 871-880 and site 801 : Scientific results
- 1997 Proceedings of the Ocean Drilling Program. B : Scientific results
- 2001 Western North Atlantic Palaeogene and Cretaceous palaeoceanography
- 2001 Blake Nose paleoceanographic transect covering Leg 171B of the cruises of the drilling vessel JOIDES Resolution, Bridgetown, Barbados, to Charleston, South Carolina, sites 1049-1053, 8 January - 14 February 1997
- 2007 Early cenozoic extreme climates: the Walvis Ridge Transect : covering leg 208 of the cruises of the drilling vessel JOIDESresolution ; Rio de Janeiro, Brazil, to Rio de Janeiro, Brazil, sites 1262-1267, 6 March - 6 May 2003

### Artikel
- 1997, Age determination of sediment core 56-10-36. PANGAEA; Dick Kroon; William Austin; Mark R. Chapman; Gerald M. Ganssen, doi:10.1594/PANGAEA.868691
- 2017, Evolution of the early Antarctic ice ages mit D. Liebrand, A. T. M. de Bakker, H. M. Beddow, P. A. Wilson, S. M. Bohaty, G. Ruessink, H. Palike, S. J. Batenburg, F. J. Hilgen, D. A. Hodell, C. E. Huck, I. Raffi, M. J. M. Saes, A. E. van Dijk, und L. J. Lourens, In: Proceedings of the National Academy of Sciences.
- 2018, Rapid switch in monsoon-wind induced surface hydrographic conditions of the eastern Arabian Sea during the last deglaciation; mit A. D. Singh, S. Jung, P. Anand, und R. Ganeshram Jun 2018 In: Quaternary International. 479, p. 3-11
- 2018, Biostratigraphy of large benthic foraminifera from Hole U1468A (Maldives): A CT-scan taxonomic approach; mit G. Coletti, S. Stainbank, A. Fabbrini, S. Spezzaferri, A. Foubert, A., und C. Betzler, In : Swiss journal of geosciences.